# Гарасимовка (Луганская область)
Гарасимовка (укр. Гарасимівка) — село, относится к Станично-Луганскому району Луганской области Украины. Административный центр Гарасимовского сельского совета.

## Географическое положение
Село расположено на правом берегу реки Деркул, возле границы с Россией. На противоположном берегу реки Деркул находится российский хутор Можаевка. Действует местный пограничный переход Гарасимовка — Можаевка.

## История
До 1961 года состояло из села Верхняя Герасимовка, хутора Средняя Герасимовка и села Нижняя Герасимовка.
В 1987 году здесь был построен сельский клуб со зрительным залом на 300 мест (архитектор Д. Ситченко).
Население Гарасимовки по переписи 2001 года составляло 785 человек.
1 марта 2022 года населенный пункт перешел под контроль ЛНР.

### Известные люди
В селе родилась Кречуняк, Оксана Михайловна —  украинская спортсменка-паралимпиец; Мастер спорта международного класса.

## Местный совет
93640, Луганская обл., Станично-Луганский р-н, с. Гарасимовка, ул. Молодёжная, 5в.